# Різниця ходу
Різни́ця хо́ду — різниця довжини шляхів променів від двох джерел хвиль (світла, наприклад) до довільної точки на інтерференційному полі (екрані).
В загальному випадку фаза світлової хвилі може бути записана у вигляді:
{\displaystyle \phi (x,y)={\frac {2\pi }{\lambda }}\cdot \delta (y)}
де {\displaystyle \delta (y)=y_{2}-y_{1}} — різниця ходу двох променів світла. При повному ослабленні освітленості виконується умова протилежності фаз двох променів:
{\displaystyle \phi =(2N+1)\pi }.
Тоді різниця ходу буде рівна непарному числу напівхвиль для темних смуг:
{\displaystyle \delta _{B}=(2N+1){\frac {\lambda }{2}}}.
Для світлих смуг маємо різницю ходу:
{\displaystyle \delta _{W}=N\lambda }.
Враховуючи той факт, що відстань між двома джерелами світла (реальними, чи віртуальними) значно менша від інтерференційної бази {\displaystyle a\ll r+s}, тоді для схеми Френеля, маємо різницю ходу у вигляді:
{\displaystyle \delta ={\frac {ay}{r+s}}}
де {\displaystyle y} — довільна точка на інтерференційному полі (екрані) при якій ще відбувається інтерференція, {\displaystyle r} — відстань між джерелом світла та ребром «пересікання» дзеркал Френеля, а {\displaystyle s} — відстань між інтерференційним полем (екраном) та ребром «пересікання» дзеркал Френеля.